# 后土
后土是中國神靈地祇（泛指所有大地上的自然神）的主神，統轄所有土地，其职能要高于西方神話的大地之母盖亚、亦有别于印度神话中的难近母。后土下轄神州地祇、社稷、國社、山神、城隍、土地神等各級大地之神，既是原生的自然神，又是受人类香火的人文神，不仅统辖土地本身的自然存在（神州地祇、山神），也统辖与土地相关的概念，如领土（社稷）、宗教（社）、阴司公道（城隍）、民生管理（土地公、土地婆）等等。道场位于九华山。
在道教中與玉皇大帝、天皇大帝、紫微大帝共稱為「四御」；而在另一種說法中，又加入了長生大帝和青華大帝，共稱為「六御」。“三清四帝二后”中的二后是指后土皇地祇和元天大聖后。而永乐宫《朝元图》中的二后則是后土（萬地祖母）和金母（萬炁祖母）。
后土娘娘被尊稱為承天效法厚德光大后土皇地祇、承天效法后土皇靈地祇、萬地祖母土皇地祇元君、承天效法后土普載皇祇、七寶黄房后土皇靈地祇、九天開化掌劫天尊后土大帝、掌劫教主后土帝尊、九華玉闕掌劫后土大帝、承天效法坤母元君太后土皇地祇、坤元無上后土至尊。

## 簡介

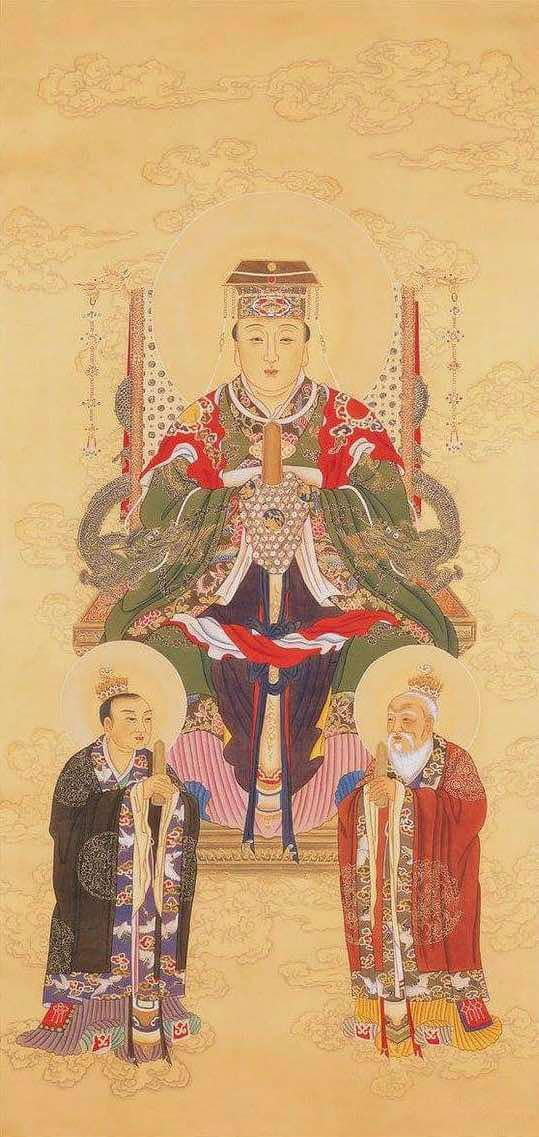
承天效法后土皇地祇畫像（北京白雲觀藏）

### 五行之神
后土一词，最早见于《尚书·武成》（“告于皇天后土”）、《左传·文公十八年》（“使主后土，以揆百事”）、《周礼·春官·大宗伯》（“王大封，则先告后土”）等。“后”是君主的意思，后土就是管理土地的君主。这时的“后土”更近似于一种神职，会随着帝命的更迭而选择不同的祖神来担任“后土”一职位。
秦末到西汉，盛行五行学说，阴阳的具象是五行，五行则配以五帝、五佐、五方、五德，后土作为為五佐之一的“司土（行）之神”，逐渐脱离人格化，不再与具体的某一个祖神相联系。汉代及以前，在墳墓上供奉的后土神石碑，指的是守墳的土地神。

### 道教之神
东汉开始，阴阳学说逐渐兴起，神秘学和玄学萌发，道家的黄老思想逐渐宗教化，改变了后土神居于“五佐”的地位。也因“天属陽，地属陰”的說法，汉代建“后土祠”，“皇天”、“后土”对称，華人逐渐將后土視為女神。西方學者認為“后土娘娘”與佛教的堅牢地神（地母神，Bhumi）有關，应该是一种误读。关于后土具有女神性的明确记载，最初确立于两汉之交的新莽时代，相关的信仰应该远远早于佛教在中国的普及。
《通典》载：
魏明帝景初元年，诏祀方丘所祭曰皇皇后地，以舜妃伊耆氏配。北郊所祭以武宣皇后配。时高堂隆上表云：“古来娥英姜姒，盛德之妃，未有配食于郊者也。汉文初祭地祇于渭阳，以高帝配。孝武立后土于汾阴，亦以高帝配。唯王莽引《周礼》‘享先妣’为配北郊，夏至以高后配地，自此始也。臣谓宜依古典，以武皇配天地也。”鱼豢议曰“宜以宣后配地”。
《搜神記》卷一記載：
“天地未分，混而为一，二仪忧判，阴阳定位，故清气腾而为阳天，浊气降而为阴地。为阳天者五太相传，五夫定位，上施日月，参着玄象。为阴地者五行相乘，五气凝结，负载江海山林屋一宇，故曰天阳地阴、天公地母也。世界曰后土者，乃天地初判黄土也，故谓土母。正庙在分阴，宋真宗朝大中祥符其年七月二十三日，诏封后土皇地祇。其年驾幸华阴亲祀之，今杨州蕃厘观后土祠也，殿前琼花一株，香色柯叶绝异，非世之常品。”
将后土与地母合二为一之后，由于道教的兴盛，阴阳成为宇宙万物之本，后土神作为阴的具象象征，地位不断拔高。宋代杨照《重修太宁庙记》说“后土为土地最尊之神”。
各地相傳后土生日皆不同，如正月初十日、三月十八日、十月十八日等，說法繁多。

## 各地情況

### 中国大陆
中国大陆山西省运城市万荣县万荣后土廟是全世界后土祠庙之祖。后土在宋时被尊为“天下地神之宗，土地最尊之神”。在汉代，每三年皇帝都要来万荣后土祠举行一次大祀。汉武帝刘彻于元鼎四年即公元前113年扩建汾阴后土祠，定为国家祠庙，作为巡行之地。汉武帝曾六次祭祀后土，并在此留下了千古绝赋《秋风辞》，万荣后土祠内经典建筑秋风楼即因此得名。武帝之后，汉朝帝王在后土祠祭祀达11次之多。唐代时，玄宗李隆基于开元年间三次来此祭祀，并扩建祠庙。宋真宗时按祭祀建筑最高等级扩建后土祠，整个祠庙建成后999亩大，史称海内祠庙之冠。金代所刻宋后土祠庙貌图石，现存后土祠，其摹本现选在《中国古代建筑史》教科书中。
中国大陆陕西省汉中市城固县县城西南上元观镇与董家营镇交界处有南沙河风景区地母娘娘庙兴建于东汉献帝二年（公园191年）。距今已有1800多年，历朝历代民众虔诚拜谒，香火鼎盛。据闻清代后期由广东罗浮山传入台湾，故台湾流传的《地母经》卷首载有“光绪九年正月初九陕西汉中府城固地母庙飞鸾传经”之说（飞鸾，亦称扶鸾、扶乩，依神灵附体托笔，于沙盘书写上谕圣训，光绪九年即1883年）。近年来台湾宗教人士和道教信众，来城固旅游观光，拜谒地母圣神。2014年4月，台湾中华地母至尊道教会理事长杨瑞德一行26人来到陕西省汉中市城固县五郎关拜谒地母圣神。

### 台湾
后土神，在台湾普遍被称为“地母”而不被称为后土，通常的称呼有“地母至尊”、“虚空地母”等。相反的，在台湾的“后土”，常是指坟前守坟的“土地神”。二者神格相差甚远，性别亦异，一为男神（后土），一为女神（地母）。 
“地母”一词的流行，可能和《三教搜神大全》称后土皇地祇为“土母”，還有民間尊稱天地之神為“天公地母”之称有关。但更直接的关系，则可能是和台湾民间卜吉择日所用的《玉匣记》以及《地母经》的流行有关。《玉匣记》中有〈地母歌〉是依六十甲子，以歌谣方式预示该年田地丰歉及吉凶情形。除《玉匣记》外，《地母经》是流行较广的经书。台湾地母神的尊称为“虚空地母无量慈尊”，此称即出于“地母经”。台湾地母的造型，通常为中年女性，面貌端莊典雅，手持拂尘或捧八卦，腳踩地球，显现她是大地之母。台湾地母的造型，和大陆万荣古汾阴后土娘娘的造型，不论在服装或脸形上均有很大的不同。
在台湾，地母的信仰虽不亞於女神妈祖、王母甚至佛教觀音等的兴盛，但以地母为主神，专祀地母者也偶可看到，如宜蘭市慈民宮、新北市新店區草茅地母廟、臺中市西屯區仙福堂地母至尊總堂、埔里寶湖宮天地堂地母廟和古坑靈台山建德寺地母廟，埔里地母廟更是宏碁集團創辦人施振榮一家四代的信仰支柱。

## 画像

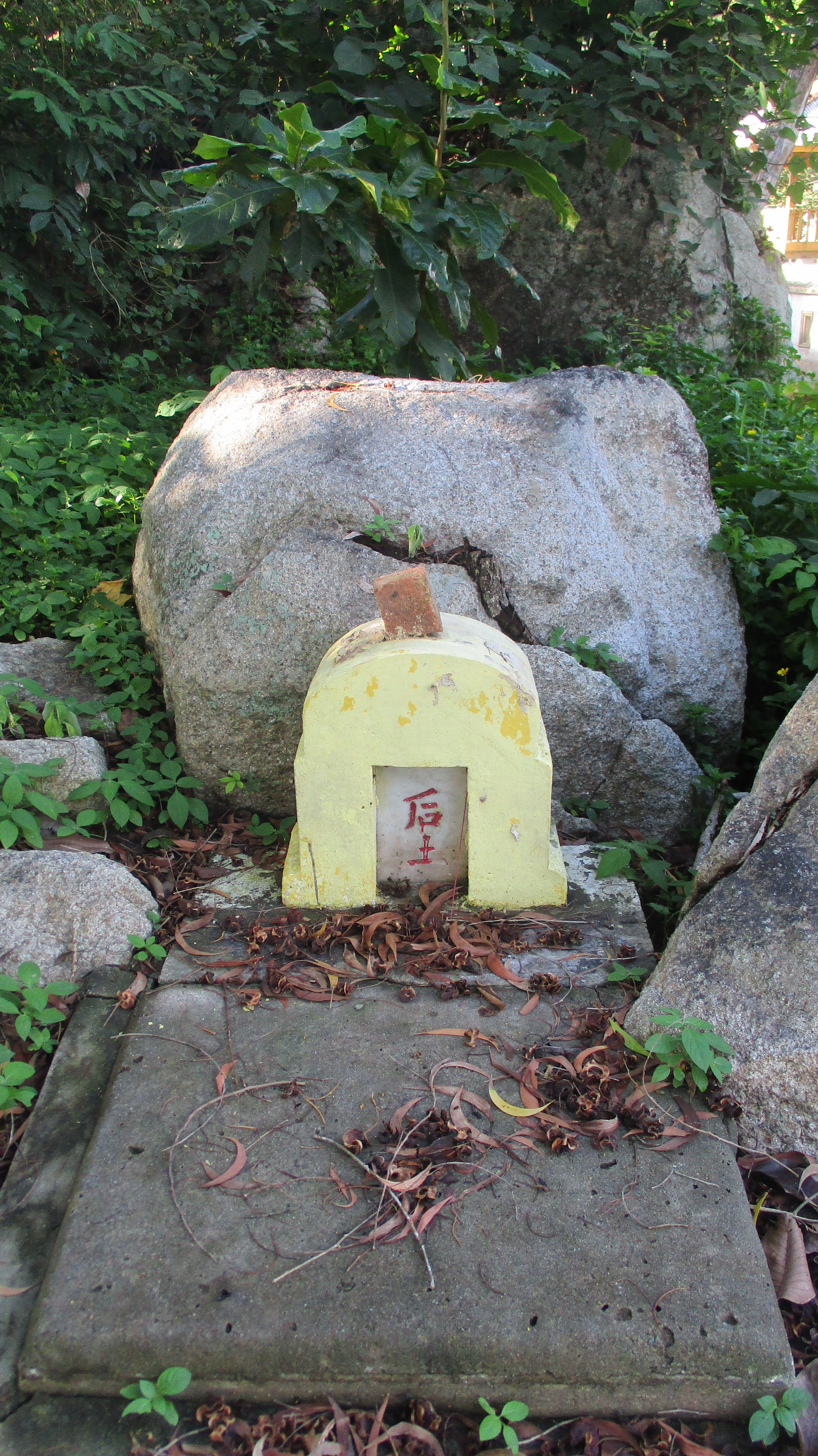
印尼邦加岛烈港的海边后土
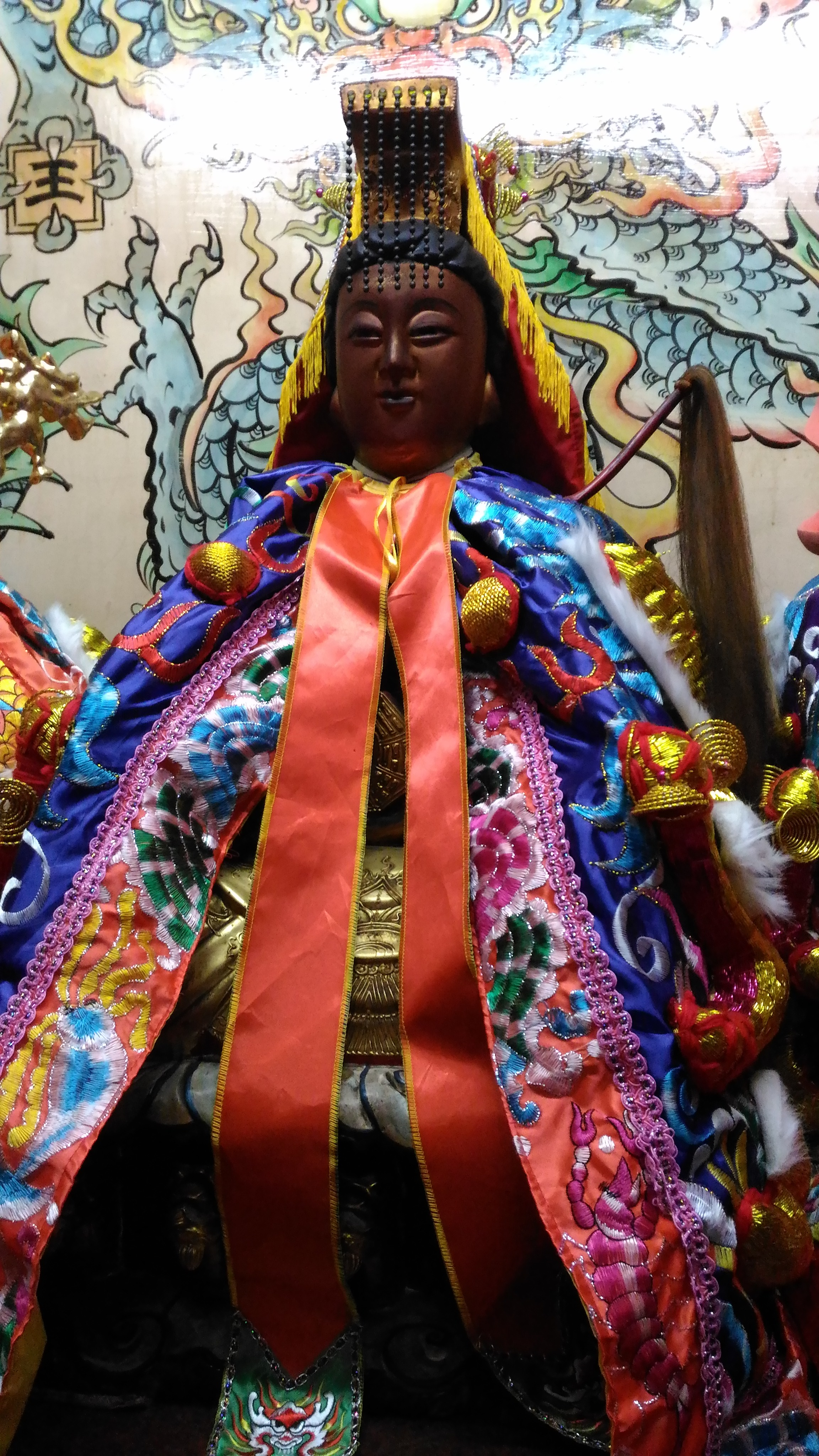
台灣廟宇所供奉的地母娘娘

### 引用
1. ↑  職司醫院通洽眞君石守堅. . .   [2022-09-01]. （原始内容存档于2022-09-01）.
2. ↑  王契真. . .   [2024-02-09].
3. ↑  佚名. . .   [2024-02-09].
4. ↑  呂元素集成、胡湘龍編校. . .   [2024-02-09].
5. ↑  杜光庭删定. . .   [2024-02-09].
6. ↑  開玄闡秘宏教眞君柳守元. . .   [2022-09-01]. （原始内容存档于2022-10-23）.
7. ↑  . 2023-11-01  [2023-11-01]. （原始内容存档于2023-11-01）.
8. ↑  玉府闡教妙達眞人孟珙. . .   [2022-09-01]. （原始内容存档于2022-10-23）. 與“昊天金闕玄穹玉皇上帝”相對應。
9. ↑  佚名. . .   [2022-09-01]. （原始内容存档于2022-09-01）.
10. ↑  張持眞. . .   [2022-04-21]. （原始内容存档于2022-04-21）. 與“昊天金闕萬天至尊玉皇上帝”相對應。
11. ↑  張持眞. . .   [2022-04-30]. （原始内容存档于2022-04-30）.
12. ↑  張持眞. . .   [2022-04-30]. （原始内容存档于2022-04-30）. 與“昊天金闕彌羅玉皇上帝”相對應。
13. ↑  . 2023-11-01  [2023-11-01]. （原始内容存档于2023-11-01）.
14. ↑  純陽右宰資始眞君梅守璞. . .   [2022-09-01]. （原始内容存档于2022-09-01）. 與“彌羅無上玉帝至尊”相對應。
15. ↑  Shaw, Miranda Eberle (2006). Buddhist Goddesses of India. Princeton University Press. p. 237. ISBN 978-0-691-12758-3.
16. ↑  杜佑. . .   [2023-04-12]. （原始内容存档于2023-04-16）.
17. 1 2  干宝. . .
18. ↑  許遜. . .   [2022-08-20]. （原始内容存档于2022-06-03）.
19. ↑  .   [2014-07-09]. （原始内容存档于2014-07-14）.
20. ↑  台湾地母道教会齐聚陕西汉中城固祭地母 （页面存档备份，存于），中国台湾网2014-04-25
21. ↑  台灣地母道教會齊聚漢中城固祭地母 （页面存档备份，存于），2014-04-25 華夏經緯網

## 延伸阅读
[在维基数据编辑]
 《欽定古今圖書集成·博物彙編·神異典·后土皇地祇部》，出自陈梦雷《古今圖書集成》